# Circeaster americanus
Circeaster americanus is een zeester uit de familie Goniasteridae.
De wetenschappelijke naam van de soort werd in 1916 gepubliceerd door A.H.Clark.